# Energía nuclear en Alemania

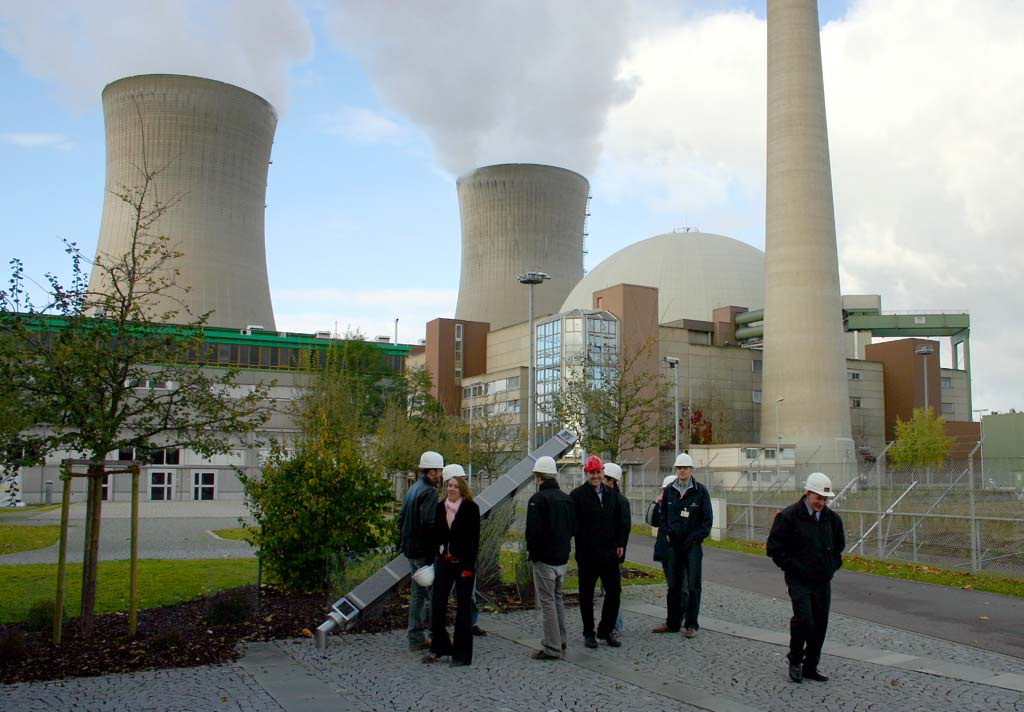
La central nuclear de Grafenrheinfeld en Alemania.

La energía nuclear en Alemania representa el 13,3% de la energía eléctrica nacional en el año 2021, comparado con el 22,4% del año 2010. La energía nuclear en Alemania comenzó con reactores de investigación en la década de 1950 y 1960, con la primera central comercial iniciando sus operaciones en 1969. Este tema ha tenido alta prioridad en la agenda política en las recientes décadas, con continuos debates acerca de cuándo la tecnología debería ser eliminada. El tema recibió renovada atención al comienzo del año 2007 debido al impacto político de la disputa energética entre Rusia y Bielorrusia y en el año 2011 después del accidente nuclear de Fukushima I.
El 30 de mayo de 2011, Alemania formalmente anunció planes para abandonar completamente la energía nuclear dentro de 11 años. El plan incluía el cierre inmediato permanente de seis centrales nucleares que habían sido cerradas temporalmente para la realización de pruebas en marzo de 2011, y de dos más que habían estado apagadas unos pocos años debido a problemas técnicos. Las nueve centrales restantes serían cerradas desde entonces hasta el año 2022. El anuncio fue hecho por primera vez por Norbert Röttgen, jefe del Ministerio Federal para el Ambiente, Conservación de la Naturaleza y Seguridad Nuclear, después de conversaciones de última hora.
La Canciller Angela Merkel dijo que el cierre de las centrales, previamente programado para terminar el año 2036, le daría a Alemania una ventaja competitiva en el área de la energía renovable, diciendo, "Como la primera gran nación industrializada, podemos alcanzar tal transformación hacia las energías eficientes y renovables, con todas las oportunidades que eso trae para las exportaciones, el desarrollo de nuevas tecnologías y de trabajos". Merkel también destacó la impotencia de Japón —a pesar de ser una nación industrializada y tecnológicamente avanzada— al enfrentar su desastre nuclear.

## Historia

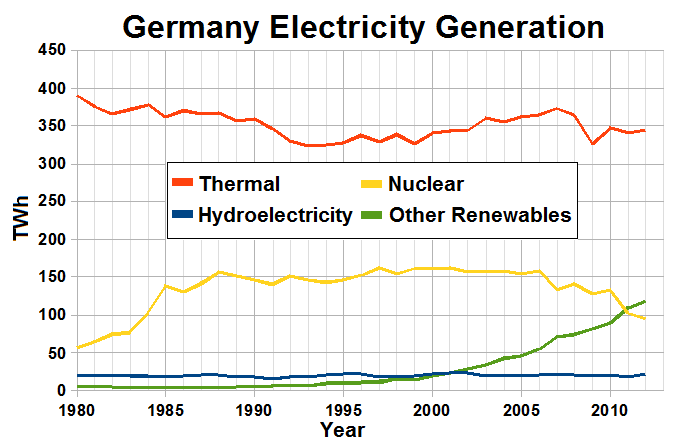
Alemania, como la mayor parte de los países en el mundo, genera la mayoría de su electricidad a partir de las fuentes de combustible fósil tradicionales. La energía nuclear fue desarrollada como una fuente importante de generación hasta que las presiones políticas detuvieron su crecimiento a mediados de la década de 1980. Desde entonces no se han construido nuevas centrales generadoras.

Ocho de los diecisiete reactores en operación en Alemania fueron permanentemente cerrados después del desastre nuclear de Fukushima de marzo de 2011.

### Alemania Occidental
Como en muchos países industrializados, la energía nuclear en Alemania fue desarrollada por primera vez hacia finales de la década de 1950. Solo se pusieron en funcionamiento unos pocos reactores experimentales antes de 1960, siendo una de ellas una estación nuclear experimental en Kahl am Main inaugurada en el año 1960. Todas las centrales nucleares alemanas que se inauguraron entre 1960 y 1970 tenían una potencia de generación de menos de 1.000 MW y ahora han sido clausuradas. La primera central nuclear comercial comenzó su operación en el año 1969. Obrigheim, la primera central de la red de estaciones operó hasta el año 2005. (Neckarwestheim).
Se planificó un ciclo de combustible nuclear cerrado, comenzando con las operaciones de extracción minera en el Saarland y la Selva Negra; la concentración del mineral de uranio y la producción del relleno de las varillas de combustible en Hanau; y el reprocesamiento del combustible gastado en la planta de reprocesamiento de combustible nuclear en Wackersdorf que nunca se construyó. Se pretendía que los desechos radiactivos fueran almacenados en un depósito geológico profundo, como parte del proyecto de almacenaje de largo plazo de Gorleben.

### Alemania Oriental
La central nuclear de Rheinsberg fue la primera central nuclear en Alemania Oriental, aunque principalmente experimental. Era de baja potencia y operó desde 1966 hasta 1990. La segunda en ser comisionada, la central nuclear de Greifswald, tenía planificada que contuviera ocho reactores rusos VVER-440 de 440 MW. Los primeros cuatro se pusieron en funcionamiento entre 1973 y 1979. Los otros cuatro fueron cancelados durante diferentes etapas de su construcción. En 1990, durante la reunificación alemana, todas las centrales nucleares fueron clausuradas debido a los diferentes estándares de seguridad. La central nuclear de Stendal, que estaba en construcción en ese momento, fue cancelada.

### Clausuras del año 2011
En la fecha del desastre japonés de Fukushima, Alemania estaba obteniendo justo un poco menos de un 25% de su electricidad a partir de la energía nuclear. Después del desastre de Fukushima, las siguientes ocho centrales nucleares alemanas fueron declaradas permanentemente cerradas el 6 de agosto de 2011: Biblis A y B, Brunsbuettel, Isar 1, Kruemmel, Neckarwestheim 1, Philippsburg 1 y Unterweser.

## Accidentes
| Fecha                   | Localización                              | Descripción | Costo (en US$ 2006)               |
| ----------------------- | ----------------------------------------- | --- | --------------------------------- |
| 17 de diciembre de 1987 | Biblis, Hesse                             | Una válvula de cierre falla en la central nuclear Biblis y contamina el área vecina | 13.000.000                        |
| 4 de mayo de 1986       | Hamm-Uentrop, Renania del Norte-Westfalia | Acciones de un operador desprenden una varilla de combustible dañada en el Reactor Experimental de Gas de Alta Temperatura libera radiación excesiva a los 4 km² cercanos de las instalaciones       | 267.000.000                       |
| 13 de enero de 1977     | Gundremmingen, Baviera                    | Un cortocircuito eléctrico causa errores operacionales y una presión demasiado alta en el reactor. De tal forma que se produce una fuga de agua radiactiva desde el reactor y sale hacia el ambiente | La central fue totalmente dañada. |
| 7 de diciembre de 1975  | Greifswald, Alemania Oriental             | Un error eléctrico causa un incendio en el canal principal que destruye las líneas de control y cinco bombas principales de refrigeración, casi induciendo una fusión                                | 443.000.000                       |

## Operadores
- E.ON Kernkraft GmbH
- Vattenfall Europe Nuclear Energy GmbH
- RWE Power AG
- EnBW Energie Baden-Wuerttemberg AG

## Políticas
Durante la administración del canciller Gerhard Schröder, el gobierno social demócrata-verde había decretado la retirada final en la utilización de la energía nuclear hacia el año 2022, pero inicialmente el plan de clausura fue retrasado hacia finales del año 2010, cuando durante la administración de la canciller de centro derecha Angela Merkel el gobierno de coalición conservadora-liberal decretó un retraso de 12 años de la planificación. Este retraso provocó protestas, incluyendo una cadena humana de 50.000 personas desde Stuttgart hasta la central nuclear cercana en Neckarwestheim. Las demostraciones antinucleares el 12 de marzo atrajeron a 100.000 personas desde toda Alemania.
El 14 de marzo de 2011, en respuesta a la renovada preocupación acerca del uso de la energía nuclear en el incidente de Fukushima de la población alemana y a la luz de las cercanas elecciones en tres estados alemanes, Merkel declaró una moratoria de tres meses en la extensión de las vidas de funcionamiento de los reactores pasada en el año 2010. El 15 de marzo, el gobierno alemán anunció que cerraría temporalmente 8 de sus 17 reactores, todos los reactores que empezaron a funcionar en el año 1981. Antiguos partidarios de la energía nuclear tales como Angela Merkel, Guido Westerwelle, Stefan Mappus han cambiado sus posiciones, aunque el 71% de la población cree que es una maniobra táctica relacionada con las cercanas elecciones en los estados alemanes. En la demostración antinuclear más grande realizada en la historia de Alemania, aproximadamente 250.000 personas protestaron el 26 de marzo bajo el eslogan escuchen a Fukushima – apaguen todas las centrales nucleares.

### La decisión de abandonar la energía nuclear
El 30 de mayo de 2011, el gobierno alemán anunció un plan para cerrar todas las centrales nucleares hacia el año 2022. El ministro ambiental Norbert Röttgen anunció la decisión, Es definitivo. El cierre para las últimas centrales nucleares es en el año 2022. No hay cláusula para una revisión. Previo a la decisión, el sector de la energía renovable de Alemania ya proporcionaba el 17% de la electricidad de Alemania y emplea aproximadamente a 370.000 personas. La decisión de abandonar la energía nuclear ha sido llamada el cambio más rápido del curso político desde la unificación. Solo un año antes el gobierno de Angela Merkel había cambiado una decisión de una década de antigüedad para cerrar todas las centrales nucleares hacia el año 2022.
El físico Amory Lovins ha dicho: La canciller Merkel estaba tan impactada por Fukushima que ella cambió el foco de la energía de Alemania desde la nuclear (de la cual ella cerró el 41% de las centrales y que cerrará el resto dentro de diez años) hacia la eficiencia y las energías renovables. Esto es apoyado por el 75% de los alemanes y no tiene la oposición de ningún partido político.
Merkel declaró que Alemania [no] sólo busca renunciar a la energía nuclear hacia el año 2022, sino que también buscamos reducir nuestras emisiones de CO2 en un 40% y doblar nuestra participación en energía renovables, desde aproximadamente un 17% actualmente a un 35%. La canciller, quien posee un Doctorado en física, destacó la impotencia de Japón en poder manejar el desastre nuclear de Fukushima Daiichi. Merkel afirmó que la política de energía de Alemania sería segura, confiable e independiente de las importaciones, con precios razonables tanto para el consumidor como para la industria. El incremento de la inversión en plantas de gas natural proporcionaría un respaldo para asegurar la consistencia para cuando aquellas veces cuando las fuentes de energía solar, eólica e hídrica no puedan absorber la demanda.
Algunos fabricantes y compañías de energía alemanes han criticado los planes de cierre, alertando que Alemania podría encarar apagones. Sin embargo, esto no sucedió. Alemania permaneció un exportador neto de aproximadamente 5 terawatt horas (TW•h) de energía en el año 2011 después de exportar 17,7 TW•h el año pasado, de acuerdo a los datos publicados por la asociación de energía "AG Energiebilanzen" en febrero de 2012.

## La energía renovable para reemplazar a la nuclear
Dado que la energía nuclear genera casi un tercio de la electricidad en Alemania, muchos pensaron que el país tendría que importar energía a la medida de que el apagón nuclear progresara. En el principio, Alemania aún estaba vendiendo más electricidad de que la que compraba, debido a su industria de energía renovable. La energía renovable abasteció un récord de un 20,8% de la electricidad de Alemania en la primera mitad del año 2011, usando energía eólica, energía solar, energía de biomasa y energía hidráulica. Alemania instaló sobre 7400 MW de energía solar en el año 2010 y otros 7.000 MW serán agregados en el año 2011. Se espera que la capacidad para generar energía solar y eólica crezca en un 32% entre 2012 y 2013. Se acredita al crecimiento de la energía renovable la disminución del precio de la electricidad en Alemania.
Sin embargo, esto cambia en el otoño, cuando Alemania comienza a importar energía desde sus vecinos. En ciertos casos, el país realmente estaba comprando electricidad generada en centrales nucleares cercanas a la frontera alemana.
Alemania ha combinado el cierre de las centrales nucleares con una iniciativa para aumentar la generación mediante energías renovables y busca incrementar la eficiencia de las centrales generadores de energía de combustible fósil en un esfuerzo para reducir la dependencia en el carbón. De acuerdo al antiguo ministro alemán de para el Ambiente Jürgen Trittin, en el 2020, esto disminuiría las emisiones de dióxido de carbono en un 40% comparado a los niveles del año 1990. Alemania se ha convertido en uno de los líderes en los esfuerzos para cumplir con el protocolo de Kioto. Los críticos de la política alemana han dicho que es un error abandonar la energía nuclear, diciendo que la única alternativa a esta el carbón, y que por lo tanto abandonar la energía nuclear es contradictorio a la meta de bajar las emisiones de CO2.
Como un resultado de sus esfuerzos y subsidios, Alemania ha desarrollado una avanzada industria de energía renovable no convencional para la generación de electricidad, particularmente en instalaciones fotovoltaicas y de turbinas eólicas. Al mismo tiempo, Alemania continua dependiendo fuertemente en la energía eléctrica generada por carbón, con su uso incrementado por el cierre de las centrales nucleares.
La industria nuclear alemana ha insistido en que su cierre causaría un daño importante a la base industrial del país. En el año 2012, las firmas miembros de la asociación Verband der Industriellen Energie- und Kraftwirtschaft (VIK) informaron fallas de energía de varios segundos de duración, combinadas con un aumento en las fluctuaciones de frecuencia. Se informó que estas situaciones fueron causada por sobrecargas en la red debido al cierre de las centrales nucleares, y a un incremento en la generación por energía eólica. La VIK teme que las unidades de control industrial serán dañadas por los apagones eléctricos.
El costo de reemplazar en Alemania la generación de energía por fuentes nucleares con fuentes de energía renovable oficialmente ha sido estimado por el Ministerio de Economía alemán en aproximadamente €0,01/kW•h (aproximadamente €55 mil millones para la próxima década), adicional a los €13 mil millones por año ya dedicados al subsidio de las energía renovables. Sin embargo, las estimaciones no oficiales del ministerio y del Instituto para la Investigación Económica de Renania-Westfalia (RWI), la Agencia Alemana para la Energía (DENA), y la Federación de Organizaciones de Consumidores Alemanes (VZBV), y el banco de desarrollo de propiedad estatal (KfW), calculan el costo en varias veces más alto, en alrededor de €250 mil millones ($340 mil millones) durante la próxima década.